# Bué
Bué település Franciaországban, Cher megyében. Lakosainak száma 305 fő (2022. január 1.). Bué Crézancy-en-Sancerre, Menetou-Râtel, Sancerre, Veaugues és Vinon községekkel határos.

## Népesség
A település népessége az elmúlt években az alábbi módon változott:
| Lakosok száma | 412  | 362  | 340  | 346  | 353  | 307  | 313  | 316  | 322  | 305  |
|               | 1968 | 1982 | 1999 | 2006 | 2011 | 2015 | 2017 | 2018 | 2020 | 2022 |